# Абоски мир
Абоски мир је мир склопљен августа 1743. између Русије и Шведске. Абоским
миром завршен је руско-шведски рат 1741-1743 године. Закључењем овог мира Шведска је уступила Русији Финску.

## Историја
До краја рата, царска руска армија је окупирала већи део Финске, што је навело фелдмаршала Трубецког и канцелара Алексеја Бестужева да захтевају примену принципа Uti possidetis у овом случају. Зааузимањем Финске, руски политичари су тежили да шведску границу знатно помере на север, чиме би смањили опасност од шведског напада на руску престоницу Санкт Петербург. У нади да ће стећи независност, финска имања су понудила ефемерни трон своје земље војводи Петру од Холштајн-Готорпа (Петар III Фјодорович), наследнику руске круне.
Друга странка на руском двору, коју су представљали прошведски гроф Жан Арманд де Лесток и Петрови холштајнски рођаци, предложила је да се Финска врати Швеђанима у надокнаду за то да његов ујак, Адолф Фредерик од Холштајн-Готорп, буде изабран за наследника престола Шведске. Руска царица Јелисавета је дала подршку овој другој фракцији, делом зато што се радо сећала брата Адолфа Фредерика, свог предвиђеног супружника који је умро неколико месеци пре него што је венчање планирано да се одржи (у јуну 1727).
Према резултујућем уговору, Шведска је Русији уступила области источно од реке Кими са тврђавом Олавинлина и градовима Лапенранта и Хамина. Отуда је шведска граница померена на север у складу са жељама Бестужевљеве фракције. Са друге стране, Швеђани су пристали да изаберу Адолфа Фредерика за престолонаследника. Овај потез изложио је земљу ризику од рата против Данске и Норвешке, па је Балтичка флота отпловила у Стокхолм да заштити шведску престоницу у случају данског напада. 
Након споразума, Русија је преузела контролу над јужним делом Карелије. Међутим, Јелисавета је гарантовала религију, имовину, законе и привилегије становника уступљених територија. На пример, ове територије су само неколико година раније усвојиле (заједно са остатком тадашње Шведске) Општи закон Шведске из 1734. године.